# Ропотамо
Ропотамо — річка в Болгарії. Довжина — 48 км. Гирло річки знаходиться знаходиться в передгір'ї Странджи. В верхів'ях має вигляд гірської річки зі стрімкою течією, за 10 км від гирла робиться широкою спокійною річкою. Глибина річки сягає 8 м, впадає до невеликої бухти в південній частині Бургаської затоки, біля мису Коракя. За 5 км від гирла вода в річці робиться солонуватою.
В гирлі річки Ропотамо розташований однойменний національний парк, загальною площею 860 га, а також заповідник пеліканів.